# Callum Wilson
Callum Eddie Graham Wilson (Coventry, Anglia, 1992. február 27. –) angol válogatott labdarúgó, a West Ham United csatára.

## Pályafutása

### Klubcsapatokban

#### Coventry City
Wilson a Coventry City akadémiáján kezdett el futballozni. Az első csapatban 2009. augusztus 12-én, egy Hartlepool United elleni Ligakupa-mérkőzésen mutatkozott be. 2010. március 16-án aláírta első, egy évre szóló profi szerződését. A bajnokságban 2010 decemberében, a Queens Park Rangers ellen lépett pályára először.
Nem sokkal később tapasztalatszerzés céljából kölcsönben a Kettering Townhoz került. Először egy hónapra írt alá, de végül még három hónappal meghosszabbították kölcsönszerződését. Összesen 17 mérkőzésen játszott és egy gólt szerzett.
2011. december 29-én Wilson egy hónapra az ötödosztályban szereplő Tamworth-höz igazolt, kölcsönben. Egy Alfreton Town elleni 2-2-es döntetlen alkalmával mutatkozott be, végigjátszva a meccset. 2012. január 14-én, a második mérkőzésén, a Wrexham ellen első gólját is megszerezte a csapat színeiben. A jó sorozata nem folytatódhatott, mivel a következő találkozón lábtörést szenvedett, így vissza kellett térnie a Coventry Cityhez.
A 2013/14-es szezon elejére sikerült állandó helyet szereznie magának a Coventry City kezdőjében, ahol jól megértették egymást csatártársával, Leon Clarke-kal. Tizenegy bajnoki mérkőzés után Wilson tíz gólnál járt, amivel vezette a League One góllövőlistáját. 2014 elején kificamodott a válla, ami miatt két hónapig nem játszhatott, de ennek ellenére 22 gólig jutott, amivel harmadik lett a harmadosztály gólkirályi versenyében. A futball-szakírók beszavazták az év csapatába a League One-ban, márciusban a hónap játékosa lett, ő lett csapata gólkirálya, ráadásul társai és a szurkolók is őt választották a szezon legjobbjának a Coventryben.

#### Bournemouth
2014. július 4-én Wilson a Bournemouth-hoz igazolt. A vételárát nem hozták nyilvánosságra, de egyes hírek szerint körülbelül 3 millió fontot fizetett érte a klub. Bemutatkozása remekül sikerült új csapatában, a Huddersfield Town ellen 4-0-ra megnyert meccsen kétszer is eredményes volt. Első szezonjában 20 gólig jutott, amivel házi gólkirály lett és hozzásegítette csapatát, hogy története során először feljusson a Premier League-be. Ő volt a Bournemouth egyetlen játékosa, aki a bajnokságban, az FA Kupában és a Ligakupában is gólt szerzett. Egyik legemlékezetesebb gólját a Ligakupa negyedik fordulójában szerezte, mellyel csapata kiejtette az élvonalbeli West Bromwich Albiont.
2015. augusztus 22-én Wilson megszerezte első góljait a Premier League-ben, mesterhármast lőve a West Ham Unitednek.

#### Newcastle United
2020. szeptember 7-én négy évre szóló szerződést írt alá a Newcastle Unitedhez. Az átigazolási díjat nem hozták nyilvánosságra, de több sajtóorgánum, így például a BBC 20 millió fontos vételárról írt. Szeptember 12-én mutatkozott be új csapatában és ő szerezte a találkozó egyik gólját a West Ham United elleni 2–0-s győzelem alkalmával. 2020 október 3-án duplázott a Burnley elleni 3–1-es győzelemkor.

#### West Ham United
2025 augusztusában szabadon igazolhatóként egyéves szerződést írt alá a West Ham Uniteddal.

### A válogatottban
Wilson 2014. november 6-án meghívót kapott az angol U21-es válogatottba, a Portugália és Franciaország elleni meccsekre. Utóbbi mérkőzésen pályára is lépett.

## Sikerei, díjai
- AFC Bournemouth
  - Football League Championship: 2014–15

- Newcastle United
  - Angol ligakupa: 2024–25

## Külső hivatkozások
- Callum Wilson pályafutásának statisztikái a Soccerbase oldalon (angolul)